# Molí Vell d'Abella
El Molí Vell d'Abella és un antic molí del terme municipal d'Abella de la Conca, pertanyent al mateix poble cap del municipi, a la comarca del Pallars Jussà.
Està situat al fons de la vall del riu d'Abella, a la seva dreta, a prop i a migdia del Forat d'Abella, o Foradot, a sota de l'extrem de llevant de la vila d'Abella de la Conca. És al nord de la Roca de Malimanya i al nord-est de Cal Miquelet. És a l'extrem nord-est de la partida de les Trilles.
S'hi accedeix per la pista rural que mena al Forat d'Abella, el Camí del Foradot.

## Etimologia
Es tracta d'un topònim romànic de caràcter descriptiu: és el molí antic del poble d'Abella de la Conca, que donava servei a la major part de pagesos d'aquest poble.